# Nertchinski Zavod
Nertchinski Zavod (en russe : Нерчинский Завод) est un village et municipalité, et le centre administratif du raïon de Nertchinski Zavod du kraï de Transbaïkalie, en Russie. Sa population s'élevait à 2 327 habitants au recensement de 2021.

## Géographie
Le village de Nertchinski Zavod se situe dans le kraï de Transbaïkalie, un kraï situé en Transbaïkalie, région de Sibérie orientale, en Russie. Il fait partie du district fédéral extrême-oriental. Le village est le centre administratif du raïon de Nertchinski Zavod, un raïon du kraï, et forme l'établissement rural de Nertchinski Zavod, une municipalité,.   
Le fuseau horaire du village est MSK+6 (heure de Iakoutsk). Le décalage horaire appliqué par rapport au temps universel coordonné est +09:00.  

## Histoire
Le village a été fondé en 1689.

## Démographie
Recensements (*) et estimations de la population,,:
| 2002 * | 2010* | 2021* | - |
| ------ | ----- | ----- | - |
| 3 149  | 2 842 | 2 327 | - |